# Lunel
Lunel è un comune francese di 25 159 abitanti situato nel dipartimento dell'Hérault nella regione dell'Occitania.

## Storia
Lunel, sorgeva in un territorio di origine paludosa. La leggenda narra di un gruppo di ebrei provenienti da Gerico, che nel 68 d.C. arrivò nel territorio e fondò la città.
Tuttavia, a seguito di diversi scavi archeologici, avvenuti nel 2001, 2003 e 2006, si è constatata la presenza di un insediamento agricolo del periodo gallo-romano alle Mas de Fourques. La ricerca ha inoltre rivelato l'esistenza di una fornace da vasaio, risalente all'inizio II secolo.
Nell'888, Lunel fu eretta in una baronia di 13 villaggi. Alle soglie dell'anno 1000, passò nelle mani di Bernard di Anduze, barone della famiglia di Gaucelm.
Lunel era un importante centro filosofico ebraico nel periodo medievale, tanto che a quei tempi, era soprannominata "la piccola Gerusalemme". Oggi non c'è quasi più nessuna traccia di questa presenza nella città.
Nel 1622, Lunel venne assediata dall'esercito reale, perché appartenente alla fede protestante. Nel 1632, dopo la pace di Alès, vengono demolite le fortificazioni. Un secolo più tardi, nel 1728, venne completato il lavoro di un canale e la porta comunicante Lunel al litorale.
Tra il 2014 e il 2015, la cittadina di Lunel, è stata menzionata da diversi media nazionali ed internazionali, per la presenza di alcune cellule jihādiste, legate allo Stato islamico.

## Società

### Evoluzione demografica
Abitanti censiti
A partire dal XX secolo, la cittadina è stata destinazione di diversi immigrati del nord Africa.

## Amministrazione
Sindaci:
- Bruno Brunel. 1945-1959.
- Paul Valentin. 1956-1965.
- René Parry. 1965-1977.
- Élie Rauzier. 1977-1983. sinistra-Partito Socialista
- Henri Canitrot. 1983-1989. centro-destra-RPR
- Claude Barral. 1989-2001. sinistra-Partito Socialista
- Claude Arnaud. 2001-in carica. centro-destra-I Repubblicani